# Ређо Емилија
Ређо Емилија или Ређо нел'Емилија (итал. Reggio Emilia, Reggio nell'Emilia) је познати град у Италији. Ређо Емилија је четврти по величини град покрајине Емилије-Ромање у северном делу државе и главни град истоименог округа Ређо Емилија.
Ређо Емилија је позната као место где је први пут 1797. године прихваћена данашња застава Италије.

## Природне одлике
Ређо Емилија се налази на прелазу из средишње ка северној Италији. Од престонице Рима град је удаљен 450 км северно, а од Милана 150 км југоисточно.

### Рељеф
Ређо Емилија се развила у јужном делу Падске низије. Град је у равничарском подручју, али се крајње северне планине Апенина налазе релативно близу града - 20 км јужно. Град се простире на висини од 58 m.

### Клима
Клима у Ређо Емилији је измењено континентална клима са приметним утицајем са средоземне са мора. Стога је у лето веома топло, а зими је снег честа појава и веома је хладно у односу на већи део Италије јужно.

### Воде
Кроз Ређо Емилију протиче само поток Кростоло. Река По, као прва већа река, налази се 40 км северно од града.

## Историја
Иако је подручје Ређа Емилије било насељено још у време праисторије, прави развој насеља започиње доласком Римљана и грађене пута Емилија у 2. веку п. н. е. Град је тада добио име „Регијум Лепиди“ (Regium Lepidi) и то се име одржало до данас. Град је био познат као војно средиште.
Падом Западног римског царства и честим упадима варвара Ређо веома назадује и смањује се на симболичну величину у односу на претходне векове. Град се није опоравио ни у следећим вековима често мењајући господаре. Град је прво био под Готима, потом под Византинцима (Равенски егзархат, 539-773. ), потом под Францима. У 9. веку град пљачкају Мађари, па се град почео утврђивати.
1167. године Ређо са околином се осамостаљује у посебно војводство. Тада град доживљава процват. Међутим, у следећим вековима у граду се дешавају честа трвења између великашких породица, тако да се 1326. године ослабљени град прикључио Папској држави. Следећих векова наставила се спољна владавина градом, али је Ређо задржао висок степен самосталности.
1796. године град освајају Французи на челу са Наполеоном. Италијани у граду и околини помогли су у бици са Аустријанцима, па Ређо постаје полусамостална кнежевина. Овај догађај сматра се први уводом у ослобођење италијанске земље - ризорђименто. Тада се први пут прихвата и италијанска застава. Међутим, 1815. године град пада под власт Аустријанаца. Коначно, 1860. године град се прикључује новооснованој Италији. После осамостаљена град напредује и прераста старе зидове. Кроз 20. век град је прошао релативно безболно.

## Становништво
Према резултатима пописа становништва 2011. у општини је живело 162.082 становника.
| 1931.  | 1936.  | 1951.   | 1961.   | 1971.   | 1981.   | 1991.   | 2001.   | 2011.   |
| ------ | ------ | ------- | ------- | ------- | ------- | ------- | ------- | ------- |
| 89.605 | 93.913 | 106.726 | 116.445 | 128.789 | 130.376 | 132.030 | 141.877 | 162.082 |

2008. године. Ређо Емилија је имала око 165.000 становника, 2 пута више него на почетку 20. века.
Град данас има значајан удео имигрантског становништва, досељеника из свих крајева свега (20% градског становништва).

## Главне знаменитости
Ређо Емилија има добро очувано старо градско језгро, посебно по шестоугаоном облику (наслеђе староримског града). Ту се налази више тргова, низ цркви, палата и градских здања. Међутим, близина много познатијих градова, попут Болоње, Равене или Парме, смањује значај градских знаменитости.

## Привреда
Ређо Емилија је велико индустријско средиште у коме је јако развијена прехрамбена индустрија, ослоњена на околно равничарско и веома плодно пољопривредно подручје.

## Партнерски градови
- Задар
- Бидгошч
- Кишињев
- Дижон
- Форт Ворт
- Ђирона
- Крагујевац
- Рио Бранко
- Полокване
- Шверин
- Пемба
- Жиџао
- Telemcan

## Галерија
- Прочеље градске катедрале
- Градско позориште
- Градски обелиск
- Нови делови Ређа